# 凹尾副唇魚
凹尾副唇魚，為輻鰭魚綱鱸形目隆頭魚亞目隆頭魚科的其中一種，分布於中西太平洋的菲律賓海域，棲息深度10-40公尺，本魚身體與頭部橘色，腹部淡黃橘色; 頭部有1-4深色的水平線紋，體側具7條紫羅蘭色至紅色的斑紋，雄性成魚的尾鰭邊緣微凹，背鰭硬棘9枚;背鰭軟條11枚;臀鰭硬棘3枚;臀鰭軟條9枚，體長可達7.5公分，棲息在珊瑚礁區，成小群活動，生活習性不明。

## 擴展閱讀
維基物種上的相關：凹尾副唇魚